# Chrostosoma mediana
Chrostosoma mediana là một loài bướm đêm thuộc phân họ Arctiinae, họ Erebidae.